# Rio Nossan
Nossan é um rio de planície da província histórica da Västergötland, no sul da Suécia. Tem 100 quilômetros de extensão, 811/812 quilômetros quadrados de bacia hidrográfica, e é um dos poucos rios do país que fluem para o norte.
Nasce em Borgstena, na comuna de Borås, passa nas comunas de Herrljunga, Vårgårda, Grästorp e Essunga e deságua na pequena enseada de Dättern no lago Vänern. No verão é navegado pelo barco a vapor Nossan af Stallaholm. Dentro do município de Essunga há 14 pontes sobre o rio, das quais uma ponte de pedra erigida em 1842, uma ponte férrea de 1900 e uma ponte de madeira de 1963.
Num mapa de 1712, são assinaladas 4 moinhos de água em seu leito. Noutro de 1731, aparecem 8 moinhos ao longo de seu curso. Noutro, de 1799, aparece um local de pesca de salmão. Num último, de 1870, um trecho substancial de seu fluxo foi endireitado. Há três pequenas usinas hidrelétricas ativas em seu leito, uma delas no local de um moinho. Há ruínas de vários edifícios históricos ao longo de seu curso, como por exemplo as ruínas da igreja de Södra Härene, o campo funerário de Nycklabacken e a cista funerária megalítica de Jättakullen.
Nossan é tido como um dos pontos de pesca mais importantes da Europa, abrigando lúcios, percas e coregonos, abramis (brama, bjoerkna e ballerus), escalos, enguias, leuciscos, esquálios, rútilos, carpas, tencas, vimbas, carássios, escardínios e lagostins. O áspio, uma espécie ameaçada, visita anualmente este rio.

## Etimologia
O hidrônimo Nossan tem origem incerta. Tanto poderia ter derivado do nórdico antigo hnoss (objeto de valor, preciosidade) – um nome simpático para um rio que inspirava medo, como poderia ter derivado de um termo muito antigo significando "água, curso de água". Está mencionado como "Noss", em 1325.